# Valerij Leontjev
Valerij Leontjev (rus. Валерий Яковлевич Леонтьев, puno ime Valerij Jakovljevič Leontjev; Ust-Usa, 19. ožujka 1949.), ruski pop izvođač i glumac.
Poznat je kao jedan od najistaknutijih umjetnika ruske glazbe. Tijekom svoje karijere mnogih desetljeća, snimio je više od 30 albuma od kojih su mnoge je prodan u milijunima primjeraka.

## Vanjske poveznice
- Službena stranica